# William Carr Beresford
Pour les articles homonymes, voir Beresford.
William Carr Beresford (2 octobre 1768 – 8 janvier 1854), vicomte Beresford, est un militaire et homme politique anglais issu d'une ancienne famille du Staffordshire. Prenant le commandement de l'armée portugaise pendant la guerre péninsulaire du Portugal, il est nommé généralissime par le prince régent Jean VI de Portugal, avec le titre de maréchal du Portugal. Il évolue alors sous les ordres d'Arthur Wellesley, commandant de l'armée anglo-portugaise.

## Biographie
En 1806, il fut au commandement de l'armée britannique qui envahit Buenos Aires, capitale de la vice-royauté du Río de la Plata, lors de la première invasion britannique contre cette ville. Étant donné la résistance qu'il eut à affronter, cette expédition se solda par un échec, et il dut se rendre le 12 août de cette année, à l'officier français au service de l'Espagne, Jacques de Liniers, qui avait organisé des milices populaires efficaces. Il resta captif jusqu'à l'année suivante.
Peu après, il se distingua dans la guerre de la Péninsule. Nommé en 1809, généralissime de l'armée portugaise, avec le titre de maréchal du Portugal, il la réorganisa promptement, obtint plusieurs avantages sur les Français, affronta le maréchal Soult en 1811 lors de la très indécise bataille d'Albuera, et eut une grande part aux victoires de Vitoria, de Bayonne et de Toulouse et le changement de camp de Bordeaux[réf. nécessaire]. Il reçut en récompense au Portugal les titres de duc d'Elvas et de marquis de Campo-Mayor, et dans son pays ceux de pair d'Angleterre et de vicomte.
En 1815, à la suite de la victoire anglo-portugaise et du congrès de Vienne, le roi Jean VI de Portugal décide de rester au Brésil et lui confie l'administration du Portugal.
En 1817 à Lisbonne, il fait exécuter les membres d'une conspiration libérale, parmi lesquels Gomez Freyre. En mars 1820, les tensions politiques s'aggravant, il part au Brésil pour solliciter l'appui du roi. La Révolution libérale portugaise éclate alors, et le nouveau gouvernement empêche son retour au Portugal.